# 死海子
死海子是一个位于中国新疆维吾尔自治区阿尔泰地区的湖泊，面积约为6.2平方千米，属于蒙新高原区。它的一级流域为内流区诸河，二级流域为准葛尔内流区。